# دراپ۷
دراپ۷ (انگلیسی: Drop7) یک بازی ویدئویی پازل بازی ویدئویی تک‌نفره برای سکو‌های اندروید و آی‌اواس می‌باشد که توسط اریا/کد اینترتینمنت (بعدها زینگای نیویورک) توسعه و زینگا نشر پیدا کرده است.